# جوست عمان
جوست عمان (بالألمانية: Jost Amman) (و. 1539 – 1591 م) هو رسام توضيحي، ورسام، ومصصم جرافك، ونقاش ‏، ونقاش، ومصمم، ورسام مائي، وفنان زجاج ملون، وراسم من ألمانيا، وسويسرا، ولد في زيورخ، توفي في نورنبرغ، عن عمر يناهز 52 عاماً.

## روابط خارجية
- جوست عمان على موقع الموسوعة البريطانية (الإنجليزية)
- جوست عمان على موقع إن إن دي بي (الإنجليزية)